# Einfach das Ende der Welt (Film)
Einfach das Ende der Welt (Originaltitel: Juste la fin du monde) ist ein kanadisch-französischer Film von Xavier Dolan, der auf dem gleichnamigen Theaterstück von Jean-Luc Lagarce aus dem Jahr 1990 basiert. Er feierte am 19. Mai 2016 im Rahmen der Internationalen Filmfestspiele von Cannes Premiere und wurde dort mit dem Großen Preis der Jury ausgezeichnet. Am 21. September 2016 kam der Film in die französischen Kinos. Der Kinostart in Deutschland und in der Deutschschweiz erfolgte am 29. Dezember 2016, in der Romandie bereits am 21. September 2016.

## Handlung
Es ist lange her, da hat der mittlerweile 34 Jahre alte Louis, ohne sich groß zu verabschieden, seine Familie verlassen. Fortan war Louis durch die Welt gereist und hat, weit weg von der ländlichen Idylle, eine Karriere als Schriftsteller gemacht. Nachdem die Familie Jahre nichts von ihm gehört hat, kündigt er nach zwölf Jahren seinen Besuch an, und seine überraschende Ankunft versetzt die Familie in größte Aufregung, besonders aber seine Mutter Martine.
In seinem Elternhaus angekommen, weicht die Vorfreude seiner Angehörigen, und bald schon hört man auf, über Belanglosigkeiten zu sprechen, und Louis wird mit Vorwürfen konfrontiert, die er noch von früher kennt. So hält ihm seine Schwester Suzanne vor, sie lebe nur noch zuhause, weil er damals die Familie verlassen hatte und sie so etwas nie übers Herz gebracht habe. Sein zehn Jahre älterer Bruder Antoine gibt ihm zu verstehen, dass er durch seine lange Abwesenheit seinen Status als Mamas Liebling verspielt hätte und wolle nur den verlorenen Sohn vorgeben, der wieder nachhause zurückgekehrt sei. Louis sieht bei dem Wiedersehen auch erstmals Catherine, Antoines Frau.
Eigentlich war Louis zurückgekommen, um von seiner Familie Abschied zu nehmen, denn er leidet an einer tödlichen Krankheit und weiß, dass er bald sterben muss. Da seine Familie jedoch viel zu sehr damit beschäftigt ist, ihm Vorwürfe zu machen und untereinander zu streiten, kommt er nicht dazu, ihnen persönlich diese Nachricht zu überbringen und will es ihnen fast auch nicht mehr sagen. Auch merkt Louis, dass er sich durch seine lange Abwesenheit emotional sehr von seiner Familie distanziert hat, und auch seinen Angehörigen gelingt es nicht, echte Empathie zu zeigen.
Als Louis schließlich beim Abendessen sagt, dass er gehen müsse, will ihn sein Bruder Antoine unversehens zum Flughafen bringen, was in Streit ausartet. Als nur noch Louis’ Schwägerin bei ihm ist, scheint diese verständig den Kopf zu schütteln, und als er ihr bedeutet, zu schweigen, nickt sie. Louis sieht schließlich einen Vogel aus der Kuckucksuhr fliegen und als er das Haus verlässt, liegt der Vogel tot auf dem Boden.

## Literarische Vorlage
Der Film basiert auf dem 1990 veröffentlichten Theaterstück Einfach das Ende der Welt (Originaltitel Juste la fin du monde) von Jean-Luc Lagarce, das im Oktober 1999 am Théâtre National de la Colline in Paris uraufgeführt wurde und am 8. November 2001 am Theater Bremen seine Deutschlandpremiere feierte. Das Drama wird vom Theaterverlag Felix Bloch Erben in einer deutschen Übersetzung verlegt.
Lagarce, der 1957 im Département Haute-Saône in Frankreich geboren wurde, war selbst HIV-positiv und starb am 30. September 1995, zwei Wochen nach Fertigstellung seines letzten Textes Das ferne Land (Originaltitel Le pays lointain) im Alter von 38 Jahren in Paris an AIDS. Lagarce hatte das Drama während eines Arbeitsaufenthaltes in Berlin verfasst und erlebte es nicht mehr mit, als es im Jahr 1999 erstmals auf die Bühne gebracht wurde. Lagarce gehört in Frankreich zu den meistgespielten Autoren, und Juste la fin du monde war nach Lagarces Tod in Frankreich viele Jahre Schullektüre.

## Produktion

### Stab und Besetzung

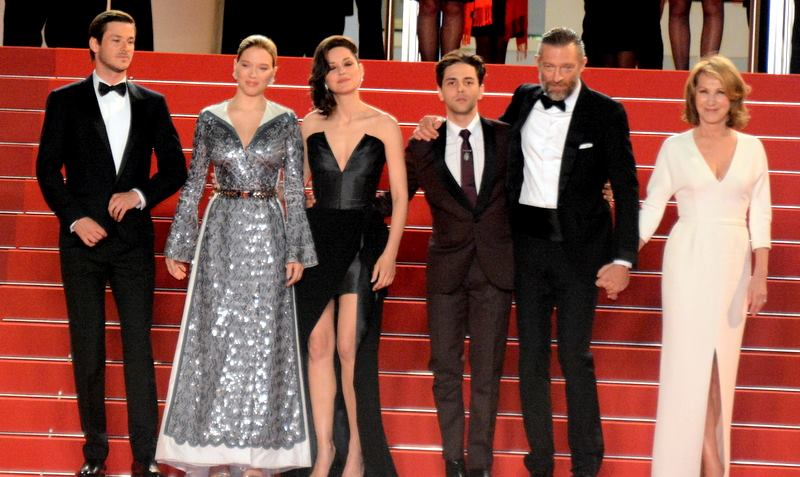
Die Schauspieler bei der Premiere in Cannes: Gaspard Ulliel, Léa Seydoux, Marion Cotillard, Regisseur Xavier Dolan, Vincent Cassel und Nathalie Baye (v. li. n. re.)

Xavier Dolan entwickelte das auf dem Stück basierende Drehbuch und fungierte zudem als Regisseur und Produzent des Films. In seiner filmischen Adaption von Lagarces Stück beschäftigt sich das Enfant terrible des Familienfilms nach I Killed My Mother und Mommy einmal mehr mit seinem Lieblings-Sujet. Es handelt sich – nach Sag nicht, wer du bist! (Originaltitel Tom à la ferme) aus dem Jahr 2013, das auf dem gleichnamigen Stück von Michel Marc Bouchard basiert – um Dolans zweite Adaption eines Theaterstücks.
Dolan besetzte die Hauptrolle von Louis mit dem Schauspieler Gaspard Ulliel. Die Mutter von Louis, Martine, spielte Nathalie Baye, seine Schwester Suzanne Léa Seydoux, die Rolle seines Bruders Antoine Vincent Cassel und die von dessen Frau Catherine Marion Cotillard.

### Dreharbeiten
Als Kameramann konnte Dolan den zweifachen Genie-Award-Gewinner André Turpin verpflichten, mit dem der Regisseur zuletzt an den Filmen Sag nicht, wer du bist! und Mommy zusammengearbeitet hatte.
Turpin beginnt den Film mit einer Montagesequenz, in der Louis’ Taxifahrt und der Vorbereitungswahn zuhause parallel geschnitten werden und so in die Familie hineinführt. Im weiteren Verlauf des Films nimmt die Kamera nur selten Abstand von den Gesichtern der Figuren. Die hierdurch entstehende, bedrückende Nähe, bringe, so Tim Caspar Boehme von der taz, das Scheitern von Kommunikation in der Familie zum Ausdruck und zeige, wie sehr sich die Einzelnen voneinander entfernt hätten.
Durch gesättigte Farben werden im Film die Klaustrophobie und die Bedrücktheit unterstrichen, die Dolan bei diesem Wiedersehen zum Ausdruck bringen wollte. Kritisiert wurde hierbei, durch die fast ausschließlich gemachten Nahaufnahmen und die hierdurch erzeugte Mise en Scène sei es Dolan und Turpin nicht gelungen, verständlich zusammenhängende Szenen zu erzeugen. Zudem werden die Sätze der Figuren häufig nicht abgeschlossen, die sie in medias res begonnen haben, und hierdurch konnten Gedanken nicht vollends zu Ende gedacht werden.

### Veröffentlichung
Der Film feierte am 19. Mai 2016 im Rahmen der Filmfestspielen von Cannes Premiere. Am 21. September 2016 kam er in die französischen Kinos. Der Kinostart in Deutschland erfolgte am 29. Dezember 2016.
Während der Filmfestspiele von Cannes wurde bekannt, dass sich A-One Films die Filmrechte für den russischen Kinomarkt gesichert hatte. Ab 11. September 2016 wurde der Film im Rahmen des Toronto International Film Festivals vorgestellt.
In Deutschland wird der Film vom Weltkino Filmverleih vertrieben. Im Rahmen der Filmkunstmesse Leipzig wurde der Film im September 2016 erstmals einem deutschen Fachpublikum vorgestellt; ebenfalls im September 2016 wurde er im Rahmen des Filmfests Hamburg gezeigt. Ab 14. Oktober 2016 wurde der Film im Rahmen des London Film Festivals und im November 2016 im Rahmen des International Film Festivals of India gezeigt.

## Rezeption

### Altersfreigabe
In Deutschland ist der Film FSK 12. In der Freigabebegründung heißt es: „Der Film hat eine durchgehend bedrückende, von familiären Konflikten und dem Thema des Sterbens geprägte Atmosphäre. Auf Grund ihres psychosozialen Entwicklungsstands sind Kinder ab 12 Jahren in der Lage, diese Themen und Konflikte zu begreifen und zu verarbeiten. Zugleich bietet die Geschichte Kindern ab 12 Jahren kaum Anknüpfungspunkte, was zu einer emotionalen Distanz von den Geschehnissen führt.“

### Kritiken
Der Film konnte 44 Prozent der 86 Kritiker bei Rotten Tomatoes überzeugen.

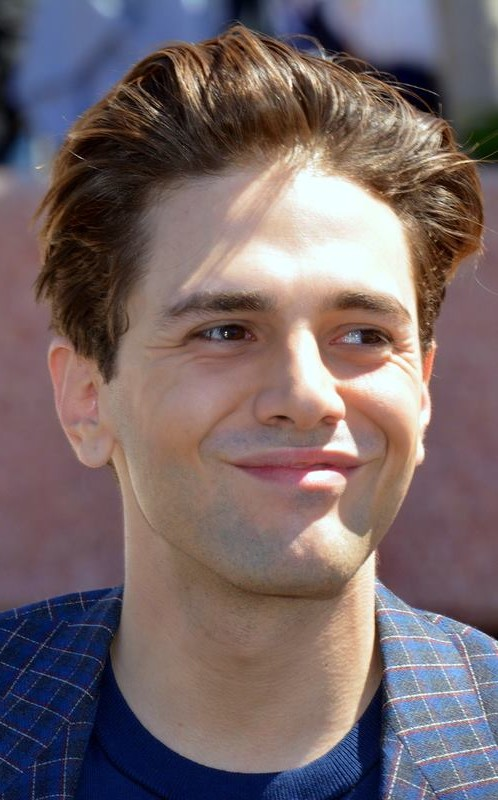
Xavier Dolan, hier bei der Premiere in Cannes, übernahm die Regie und entwickelte das Drehbuch des Films

Frédéric Jaeger von critic.de vergleicht Dolans Adaption eines Theaterstückes mit einem Kammerspiel, in dem mit dem Ungesagten, dem Unbekannten, dem Vergangenen und dem Bevorstehenden der Suspense im Mittelpunkt stehe. Allerdings sei dieser nicht in einen Thrillerplot gebettet, was bewirke, dass als Projektionsfläche nur die bis zum Exzess gesteigerte emotionale Antizipation in den gespannten Gesichtern bleibe.
Wenig Spannendes entdeckt auch Peter Debruge von Variety und meint, Dolan habe mit dem Film lediglich einen Weg gefunden, das Publikum zu verärgern und zu erschöpfen, und dieser erreiche nach quälenden eineinhalb Stunden am Ende eine völlig unerwartete Katharsis.
Hannah Pilarczyk von Spiegel Online versteht in ihrer Kritik nicht, warum der Film nach seiner Premiere in Cannes die Kritiker empörte. Pilarczyk bezeichnet den Film als schlicht großartig und resümiert: „Mag auch das Thema der dysfunktionalen Familie kein neues sein: Wie Dolan die Unmöglichkeit einer Familie vorführt, fühlt sich völlig neu an.“
Christiane Peitz vom Tagesspiegel spricht von einem Psychothriller über die Grenzen der Kommunikation und vergleicht Louis’ Familie mit einem Kriegsschauplatz, bemerkt aber im Vergleich zu Dolans vorherigen Filmen: „Bisher hatte Dolan in seine anarchischbitteren Erzählungen Überraschungen eingebaut, kleine fantastische Eskapaden. Diesmal bleibt nur eine simple, wortlose Verständigungsgeste zwischen Catherine und Louis, überdeutlich in Szene gesetzt.“
Von Scott Feinberg von The Hollywood Reporter wurde Einfach das Ende der Welt frühzeitig als möglicher Kandidat in der Kategorie Bester fremdsprachiger Film bei der Oscarverleihung 2017 ins Gespräch gebracht und der Film wurde später auch offiziell als kanadischer Beitrag eingereicht. Im Dezember 2016 wurde der Film auf die Shortlist für fremdsprachige Filme gesetzt, aus der die offiziellen Nominierungen für die Oscar-Verleihung erfolgen.

### Auszeichnungen

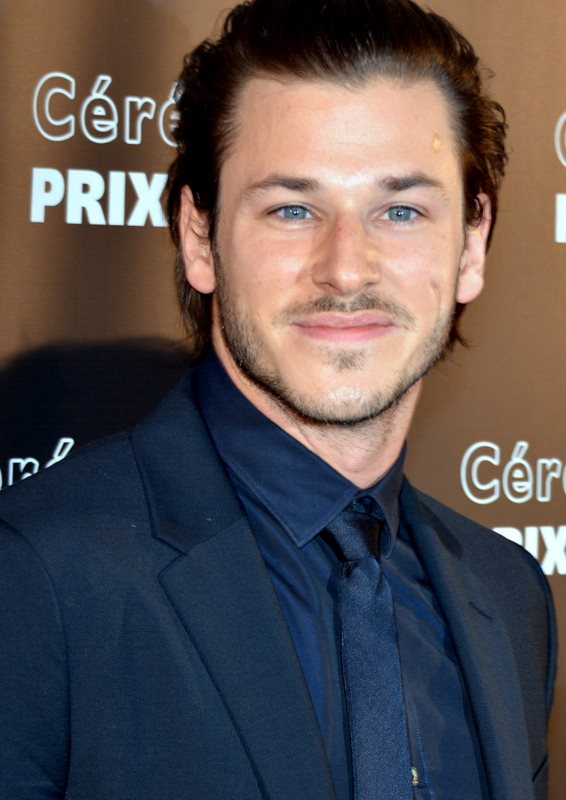
Gaspard Ulliel spielt Louis

Dolan wurde im Rahmen der Filmfestspiele von Cannes für seine Arbeit am Film mit dem Großen Preis der Jury ausgezeichnet. Es war das zweite Mal, dass er von der Jury ausgezeichnet wurde. Im Rahmen des Hamburg Film Festivals 2016 wurde Dolan mit dem Art Cinema Award ausgezeichnet. Im Rahmen der Canadian Screen Awards 2017 erhielt der Film neun Nominierungen, so in den Kategorien Bester Film, Beste Regie und Bestes adaptiertes Drehbuch. Im Rahmen des Prix Lumières 2017 erhielt Gaspard Ulliel eine Nominierung als Bester Darsteller und Gabriel Yared für die beste Musik. Zudem war Einfach das Ende der Welt als Bester französischsprachiger Film nominiert. Im Rahmen der Verleihung des César 2017 erhielt der Film insgesamt sechs Nominierungen, darunter eine als bester ausländischer Film. Ausgezeichnet wurden Gaspard Ulliel für seine Rolle als kranker Homosexueller und Xavier Dolan für die beste Regie und den besten Schnitt.